# Vlaamsche Kommunistische Partij
De Vlaamsche Kommunistische Partij (VKP), was een Belgische communistische politieke partij actief in Vlaanderen.

## Historiek
De VKP werd op 24 februari 1937 opgericht in de schoot van de KPB. Vanaf juli 1937 nam de partij deel aan het politiek kartel Vlaamsch Blok voor Zelfbestuur en Demokratie samen met het Federalistisch Volksfront (o.a. Leo Augusteyns), de Kollektivistische Orde (o.a. Jan Laureys) en de Radikale Partij (o.a. A. Claes en Raphaël Maudoux).

## Structuur

### Bestuur
Voorzitter was Georges Van den Boom, secretaris was Jef Van Extergem. Voorts behoorden Ferdinand Minnaert, René Dillen en Bert Van Hoorick tot de stichtende leden. 

### Beginselen
De VKP was een flamingante communistische partij. Ze werd opgericht in het kader van de volksfrontpolitiek van Komintern-leider Georgi Dimitrov. Een van de opmerkelijkste standpunten van de VKP was het feit dat Vlaanderen en Wallonië binnen de Belgische staatsstructuur over een eigen parlement en regering moesten beschikken, waarbij enkel buitenlandse politiek en landsverdediging federale bevoegdheden zouden blijven.

### Ledenblad
De partij gaf het weekblad Het Vlaamsche Volk uit. In de regio Waasland verscheen daarnaast omstreeks 1943 het clandestiene verzetsblad Volksstrijd.